# 八薙玉造
八薙 玉造（やなぎ たまぞう、1979年 - ）は日本の小説家、脚本家。本名は太田 直樹（おおた なおき）。

## 来歴
1979年、大阪府に生まれる。
大阪芸術大学を卒業。「鉄球姫エミリー」で第6回（2006年）スーパーダッシュ小説新人賞大賞を受賞し、スーパーダッシュ文庫（集英社）からデビューした。
テレビアニメ『ハンドシェイカー』、『W'z《ウィズ》』では脚本を執筆している。
大阪芸術大学文芸学科で特任准教授を勤めている。

## 作品リスト

### オリジナル小説

#### 鉄球姫エミリー
1. 鉄球姫エミリー（2007年9月 スーパーダッシュ文庫、イラスト：瀬之本久史）
2. 修道女エミリー （2007年12月 スーパーダッシュ文庫、イラスト：瀬之本久史）
3. 花園のエミリー （2008年6月 スーパーダッシュ文庫、イラスト：瀬之本久史）
4. 戦場のエミリー （2008年7月 スーパーダッシュ文庫、イラスト：瀬之本久史）
5. 鉄球王エミリー （2009年5月 スーパーダッシュ文庫、イラスト：瀬之本久史）

#### 神剣アオイ
1. 神剣アオイ（2009年11月 スーパーダッシュ文庫、イラスト：植田亮）
2. 幼なじみと黒猫メイド（2010年4月 スーパーダッシュ文庫、イラスト：植田亮）
3. 過去と未来、交わる剣（2010年9月 スーパーダッシュ文庫、イラスト：植田亮）

#### 獅子は働かず聖女は赤く
1. 獅子は働かず 聖女は赤く あいつ、真昼間から寝ておる（2011年6月 スーパーダッシュ文庫、イラスト：ぽんかん⑧）
2. あいつも昔はイイ子だったのに（2011年12月 スーパーダッシュ文庫、イラスト：ぽんかん⑧）
3. あいつはもう一人でも大丈夫じゃ〜（2012年8月 スーパーダッシュ文庫、イラスト：ぽんかん⑧）
4. あいつ、我とか言いだしおった〜（2013年2月 スーパーダッシュ文庫、イラスト：ぽんかん⑧）
5. かくして、あいつは働いた（2014年10月 スーパーダッシュ文庫、イラスト：ぽんかん⑧）

#### オレのリベンジがヒロインを全員倒す！
1. （2013年12月 スーパーダッシュ文庫、イラスト：雛咲）
2. （2014年4月 スーパーダッシュ文庫、イラスト：雛咲）
3. （2014年9月 スーパーダッシュ文庫、イラスト：雛咲）

#### 神話殺しの虚幻騎士（フェイク・マスター）
1. （2014年6月 角川スニーカー文庫、イラスト：有坂あこ）
2. （2014年10月 角川スニーカー文庫、イラスト：有坂あこ）

#### 焦焔の街の英雄少女
1. （2014年6月 MF文庫J、イラスト：中島艶爾）
2. （2014年9月 MF文庫J、イラスト：中島艶爾）
3. （2014年12月 MF文庫J、イラスト：中島艶爾）

#### その他
- ボクも世界も死にたくないのに すまない。我のうっかりで、汝が…（2015年11月 ダッシュエックス文庫、イラスト：橘由宇）
- 魔法使いは終わらない 傭兵団ミストルティン――七人の魔法使い（2017年4月 ダッシュエックス文庫、イラスト：赤井てら）
- 拡張幻想サクリファイス（2018年2月 MF文庫J、イラスト：ふーみ）
- 異世界最強トラック召喚、いすゞ・エルフ（2019年3月 ダッシュエックス文庫、イラスト：bun150）[4]

### 原作付き小説

#### 新妹魔王の契約者
- 新妹魔王の契約者 LIGHT!（2015年10月 角川スニーカー文庫、原作：上栖綴人、イラスト：みやこかしわ、キャラクターデザイン：大熊猫介）
- 新妹魔王の契約者 SWEET!（2016年8月 角川スニーカー文庫、原作：上栖綴人、イラスト：大熊猫介）

#### ハンドシェイカー
- ハンドシェイカー（2017年1月 MF文庫J、原案：GoHands、原作：GoHands×Frontier Works×KADOKAWA、イラスト：内田孝行（GoHands））
- ハンドシェイカー2（2017年4月 MF文庫J、原案：GoHands、原作：GoHands×Frontier Works×KADOKAWA、イラスト：内田孝行（GoHands））

#### もめんたりー・リリィ
- 小説 もめんたりー・リリィ 1 〜Precious Interludes〜（2025年1月 ブシロードノベル、原作：GoHands×松竹、イラスト：syuri22）

### アニメ
2017年
- ハンドシェイカー（脚本）

2019年
- W'z《ウィズ》（脚本）

2021年
- プレイタの傷（脚本）

2023年
- デキる猫は今日も憂鬱（脚本）
- 好きな子がめがねを忘れた（脚本）

2025年
- もめんたりー・リリィ（脚本）